# Jesús Ángel González Arias
Jesús Ángel González Arias (Tolima, 1955-El Paujil, 20 de junio de 1996) fue un abogado y político colombiano.
Fue gobernador del departamento de Caquetá. Asesinado por las Fuerzas Armadas Revolucionarias de Colombia - Ejército del Pueblo (FARC-EP).

## Biografía
Nacido en Tolima. Abogado de la Universidad Libre de Bogotá, fue concejal de Florencia y Doncello (Caquetá), diputado a la Asamblea Departamental de Caquetá, la cual y presidió, fue secretario de gobierno y director de tránsito y transporte del Departamento de Caquetá por el Partido Liberal.
Fue electo Gobernador del Caquetá en 1996, como parte de una coalición de los Partidos Liberal, Conservador y movimiento cristiano. Como gobernador estuvo interesado en la construcción de carreteras, programas de vivienda y electrificación. Manifestó su respaldo a la creación de las zonas especiales de orden público, por el gobierno nacional, lo que podría haberle ocasionado la muerte.
Casado con Raquel García Méndez, tuvo tres hijos: Harry, Andrés Felipe y Marcela. Harry fue Representante a la Cámara por Caquetá.

## Asesinato
En horas de la mañana del 20 de junio de 1996, fue asesinado junto a su conductor Orlando García, en la vereda Porvenir, inspección de Galicia de El Paujil (Caquetá) cuando se dirigía a gestionar la liberación de Rodrigo Turbay Cote, que había sido secuestrado por las FARC-EP. Se pidió declarar su asesinato como de Lesa humanidad.

## Homenajes
La Casa de la cultura de El Doncello (Caquetá), la plazoleta de la sede administrativa departamental llevan su nombre.